# L’Alcade de Molorido
L’Alcade de Molorido (svensk titel: Alcaden i Molorido) är en fransk komedi i fem akter med text av Louis-Benoît Picard. Komedin översattes till svenska av Martin Altén och framfördes första gången i Sverige 5 november 1813 på Arsenalsteatern, Stockholm. Mellan 5 november 1813 och 29 november 1814 framfördes den 8 gånger på teatern.